# Gerbillus grobbeni
Gerbillus grobbeni är en däggdjursart som beskrevs av Klaptocz 1909. Gerbillus grobbeni ingår i släktet Gerbillus och familjen råttdjur. IUCN kategoriserar arten globalt som otillräckligt studerad. Inga underarter finns listade i Catalogue of Life.
Denna ökenråtta är bara känd från Libyen vid kusten. Den lever där i sanddyner. Några zoologer tror att populationen är samma art som Gerbillus amoenus.